# Theraphosa
Theraphosa is een geslacht van spinnen uit de familie vogelspinnen (Theraphosidae). Dit geslacht treft men voornamelijk aan in landen in Zuid-Amerika. De drie soorten worden erg groot en zijn semi-agressieve spinnen. Vooralleer ze bijten zullen ze brandharen strooien. 

## Soorten
De volgende soorten zijn bij het geslacht ingedeeld:
- Theraphosa apophysis (Tinter, 1991)
- Theraphosa blondi (Latreille, 1804)
- Theraphosa stirmi Rudloff & Weinmann, 2010